# IC 627
IC 627 је спирална галаксија у сазвјежђу Секстант која се налази на листи објеката дубоког неба у Индекс каталогу.
Деклинација објекта је - 3° 21' 26" а ректасцензија 10h 37m 19,8s. Привидна величина (магнитуда) објекта IC 627 износи 14,2 а фотографска магнитуда 15,1. IC 627 је још познат и под ознакама MCG 0-27-32, CGCG 9-87, NPM1G -03.0343, PGC 31543.